# Gościeradów (gemeente)
De gemeente Gościeradów is een landgemeente in het Poolse woiwodschap Lublin, in powiat Kraśnicki.
De zetel van de gemeente is in Gościeradów (voorheen Gościeradów Ukazowy genoemd) .
Op 30 juni 2004 telde de gemeente 7411 inwoners.

## Oppervlakte gegevens
In 2002 bedroeg de totale oppervlakte van gemeente Gościeradów 158,56 km², waarvan:
- agrarisch gebied: 52%
- bossen: 42%

De gemeente beslaat 15,77% van de totale oppervlakte van de powiat.

## Demografie
Stand op 30 juni 2004:
| Omschrijving                   | Totaal | Totaal | Vrouwen | Vrouwen | Mannen | Mannen |
| ------------------------------ | ------ | ------ | ------- | ------- | ------ | ------ |
| eenheid                        | aantal | %      | aantal  | %       | aantal | %      |
| inwoners                       | 7411   | 100    | 3770    | 50,9    | 3641   | 49,1   |
| bevolkingsdichtheid (inw./km²) | 46,7   | 46,7   | 23,8    | 23,8    | 23     | 23     |

In 2002 bedroeg het gemiddelde inkomen per inwoner 1170,64 zł.

## Administratieve plaatsen (sołectwo)
Aleksandrów, Gościeradów, Gościeradów-Folwark, Gościeradów-Kolonia, Gościeradów Plebański, Księżomierz Dzierzkowska, Księżomierz Gościeradowska, Księżomierz Kościelna, Księżomierz-Kolonia, Liśnik Duży, Liśnik Duży-Kolonia, Łany, Marynopole, Mniszek, Salomin, Suchodoły, Szczecyn, Wólka Szczecka.
Zonder de status sołectwo : Księżomierz-Osada, Wólka Gościeradowska

## Aangrenzende gemeenten
Annopol, Dzierzkowice, Radomyśl nad Sanem, Trzydnik Duży, Zaklików